# 黒崎貴之
黒崎 貴之（くろさき たかゆき、1991年5月22日 - ）は、新潟放送 (BSN) のアナウンサー。

## 来歴
新潟県新潟市出身。新潟市立関屋中学校、新潟明訓高等学校、日本大学卒業。
大学を卒業後、2014年4月に新潟放送に入社。アナウンス部に配属され、同期の工藤淳之介（元岩手めんこいテレビアナウンサー）、田中美紗貴（元NHK大津放送局契約キャスター）、三石佳那（新卒入社）とともに同局のアナウンサーになる。

## 人物
学生時代には15年間野球部で活動。新潟放送への入社後にも、新潟明訓高校の野球部OBを中心に結成された地元の軟式野球チームで活動している。ホノルルマラソンにも4年連続で出場した。
同期の三石とは同じ大学の出身で、在学時から面識があった。後に交際に発展し、入社から7年後の2021年6月に彼女と結婚した。

## 担当番組

### テレビ番組
- BSN水曜見ナイト → 新潟全県民バラエティ 水曜見ナイト - メインキャスター
- スポーツ中継
  - ワンダフル競馬
- 黒崎くんの言いなりで！ - 司会、責任編集[5]
- 土曜ランチTV なじラテ。[6]
- BSN NEWS ゆうなび - 「黒崎の熱血スポーツなびっ！」担当[7]、火曜・木曜・金曜フィールドキャスター

### ラジオ番組
- スポーツ中継
- 久住小春のMEDIA SHIP 927[6][8]
- 工藤淳之介 3時のカルテット - 「ブラック黒崎イケメンへの道」担当[9]
- 蓮寿乃先生のお悩み相談[10]